# An Ocean Between Us
An Ocean Between Us – czwarty album studyjny amerykańskiej grupy metalcore'owej As I Lay Dying z 2007 roku.

## Lista utworów
1. "Separation" – 1:15
2. "Nothing Left" – 3:43
3. "An Ocean Between Us" – 4:13
4. "Within Destruction" – 3:54
5. "Forsaken" – 5:18
6. "Comfort Betrays" – 2:50
7. "I Never Wanted" – 4:44
8. "Bury Us All" – 2:23
9. "The Sound of Truth" – 4:20
10. "Departed" – 1:40
11. "Wrath Upon Ourselves" – 4:01
12. "This Is Who We Are" – 4:54

## Single
- 2007: "Nothing Left"
- 2008: "The Sound Of Truth"
- 2008: "Within Destruction"
- 2009: "I Never Wanted"

## Teledyski
- 2007: Nothing Left (reż. Brian Thompson)
- 2008: The Sound Of Truth (reż. Brian Thompson)
- 2008: Within Destruction (reż. Jerry Clubb)
- 2009: I Never Wanted (reż. Denise Korycki, promocyjny DVD This Is Who We Are[10])

## Twórcy
- Tim Lambesis – śpiew
- Jordan Mancino – perkusja
- Phil Sgrosso – gitara elektryczna
- Nick Hipa – gitara elektryczna
- Josh Gilbert – gitara basowa, śpiew